# ニュージェネレーション (電力会社)
ニュージェネレーション（英語: NuGeneration）は、解散したイギリスの企業でセラフィールド北西のムーアサイドに原子力発電所の新設を計画していた。ニュージェン(NuGen)と略される。

## 原子炉新設計画
2009年2月にエンジー（旧GDFスエズ）、イベルドローラ、SSEの合弁企業として設立された。初期の保有株式はエンジーとイベルドローラがそれぞれ37.5%、SSEが25%であった。
ニュージェンは北西イングランドのセラフィールド原子力施設の近辺に3.6GWの発電容量を持つ新原子力発電所を建設する計画を公表している。2009年10月、7000万ポンドで原子力廃止措置機関からセラフィールド周辺の土地を取得する選択権を購入した。同社は2023年に生産を開始することを目的として、2015年には最終的な投資の決定を行う予定である。ニュージェンはアレヴァのEPRとウェスチングハウスのAP1000のいずれかの建設を検討している。
2011年9月、SSEは合弁企業からの撤退を発表し、エンジー（フランス）とイベルドローラ（スペイン）がSSE分の株式を購入し、それぞれ50%の株式を保有することとなった。
2013年12月、東芝傘下のウェスチングハウスがイベルドローラの保有するニュージェンの株式を8500万ポンドで取得することで合意した。さらに東芝は過半数の株式を取得するために、同年末にエンジーとの間で保有する株式の一部（約10%）を購入することに合意した。この株式保有者の変化によって、今後建設される原子炉にはウェスチングハウスのAP1000型原子炉が選択されると考えられ、2024年の運転開始を目標としている。
2014年6月、東芝とエンジーは3基のAP1000をムーアサイドに100億ポンドの予算で建設する計画を公表した。建設は2020年開始の計画で、最初の原子炉は2024年に運転開始する目標である。ウェスチングハウスAP1000の開発責任者であるサンディ・ルプレクトは、ニュージェンの新しい最高経営責任者に就任する。最終的な投資決定は2018年に行われる見込みである。
2015年7月、ニュージェンはセラフィールド近郊の土地を購入した。これにはオプションとして200ヘクタールの土地が含まれており、価格は公開されていない。
2017年4月、東芝はエンジーより保有するニュージェンの株式すべてを売却する旨を通知され、2017年7月には東芝グループが全株式を保有することとなった。
2018年11月東芝は当社と親会社のアドバンスエナジーユーケーの解散を決議した。

## ムーアサイド原子力発電所
ムーアサイド原子力発電所 (Moorside nuclear power station) はセラフィールド（イギリス・カンブリア）近郊にAP1000原子炉3基の建設を計画していた原子力発電所である。東芝–ウェスチングハウス傘下のニュージェネレーションによる計画では、2018年までに開発を合意し、必要な許認可や事業開始認可を取得、新設された原子炉により3.4GWを2024年から送電する予定であった。
この計画には、地元の活動家たちのグループ「放射能なきレイクランド」による反対運動が起きている。

### 歴史
2014年、原子力廃止措置機関は、ムーアサイドに3基の原子炉を建設する賃貸借オプションを延長するニュージェンとの契約に合意した。同年後半、大蔵省はこのプロジェクトに対する投資家に金融保証を提供することに合意した。
2015年7月、ニュージェンはセラフィールド近郊の土地を購入した。これにはオプションとして200ヘクタールの土地が含まれており、価格は公開されていない。

### AP1000原子炉
AP1000はウェスチングハウスが設計・販売する原子炉である。この原子炉は加圧水型原子炉に改良型の受動的原子炉安全技術を加えたものである。この設計では、既存の加圧水型原子炉よりバルブとポンプを減らし、冷却水フロー減少および熱上昇のような事態に直面しても、フールプルーフ性能により介入なしに72時間までの冷却を可能にしている。この新しい設計は多くの関心を呼び、アメリカおよび中国において認可されている。
2011年12月、原子力規制局と環境庁はAP1000原子炉の設計に対し暫定設計受理を発行した。これにより提示された51の顕著な問題に対する、解決計画を原子力規制局と環境庁は認めた。これら問題には「鋼鉄・コンクリート複合壁面・床面（CAモジュール）構造の新しい形式の正当化」（Justification of novel form of structure for the steel/concrete composite walls and floors known as CA modules）が含まれている。